# Оджак
Оджак (на босненски: Odžak) е град в северната част на Босна и Херцеговина. Влиза в състава на кантон Посавина от Федерация Босна и Херцеговина.
Разположен е близо до река Сава, на 10 km от границата с Хърватия. Територията на града е около 118 km2, а населението му – 18 821 жители.